# Acanthaphritis grandisquamis
Acanthaphritis grandisquamis és una espècie de peix de la família dels percòfids i de l'ordre dels perciformes.

## Descripció
5-6 espines i 20-23 radis tous a l'aleta dorsal. 15-29 radis tous a l'aleta anal.

## Hàbitat i distribució geogràfica
És un peix marí, demersal i de clima tropical (2°S-33°S, 128°E-180°E), el qual viu al Pacífic occidental central: Indonèsia, incloent-hi el mar d'Arafura.

## Observacions
És inofensiu per als humans i el seu índex de vulnerabilitat és de baix a moderat (27 de 100).